# Lucifer (род)
Lucifer (лат.) — род десятиногих ракообразных (Decapoda) из семейства Luciferidae (Sergestoidea). Внешне похожи на креветок, но относятся к подотряду Dendrobranchiata. Биолюминесцирующие мелкие плавучие ракообразные, для которых характерна потеря или уменьшение некоторых конечностей. Для ловли добычи (ракообразных) приспособлен их третий перейопод, оснащённый толстыми изогнутыми шипами.

## Описание
Имеют длинное тонкое тело, но гораздо меньше придатков, чем у других ракообразных подотряда Dendrobranchiata: у Lucifer всего три пары перейоподов и все без клешней. У него также нет заметных жабр. Самки, уникальные среди креветок, носят оплодотворенные яйца на плеоподах, пока они не будут готовы к вылуплению. Это параллельно развитию аналогичной системы у подотряда Pleocyemata, хотя у Lucifer крепление менее прочное. Длина глазных стебельков и форма петасмы используются для отличия видов друг от друга.

## Таксономия и этимология
Включает 2 вида. Пять номинальных видов Lucifer (L. chacei, L. faxoni, L. hanseni, L. intermedius и L. penicillifer) были реклассифицированы и выделены в отдельный род Belzebub.
Название Lucifer, что в переводе с латыни означает «светоносец», было дано роду из-за биолюминесценции этих креветок.
- Lucifer orientalis Hansen, 1919[7]
- Lucifer typus H. Milne-Edwards, 1837[8]